# Diocletianopolis

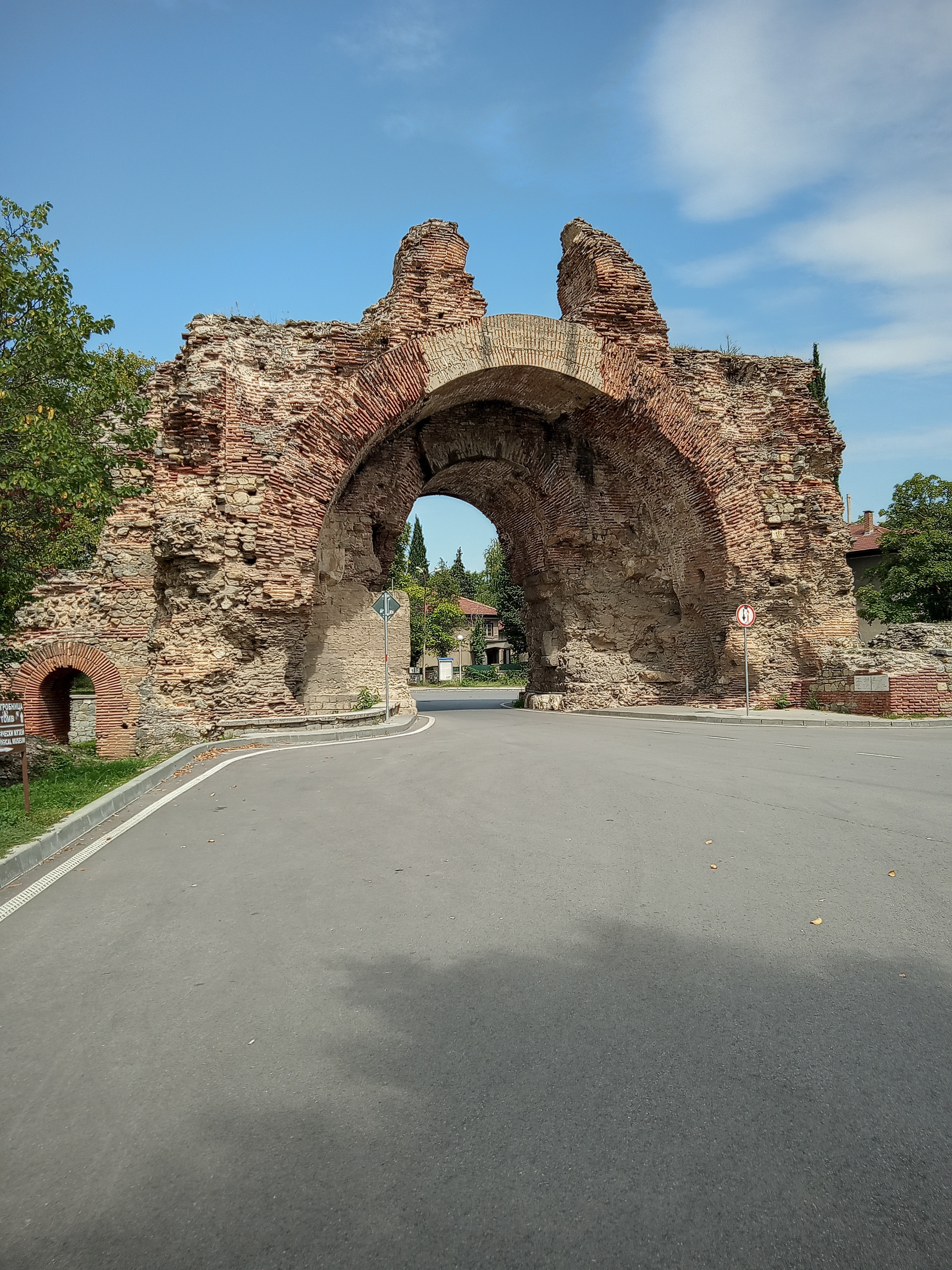
La porta meridionale di Diocletianopolis

Diocletianopolis (in greco: Διοκλητιανούπολις, in bulgaro: Диоклецианопол, "Città di Diocleziano") era un'antica città romana nella regione della Tracia, le cui rovine si trovano nel territorio dell'odierna città di Hisarija nel sud della Bulgaria, nel distretto di Plovdiv.
I suoi imponenti resti includono le enormi mura difensive che hanno in buona parte conservato la loro altezza originaria per la maggior parte della cinta muraria.
In un museo in loco sono raccolti numerosi reperti venuti alla luce.

## Il sito

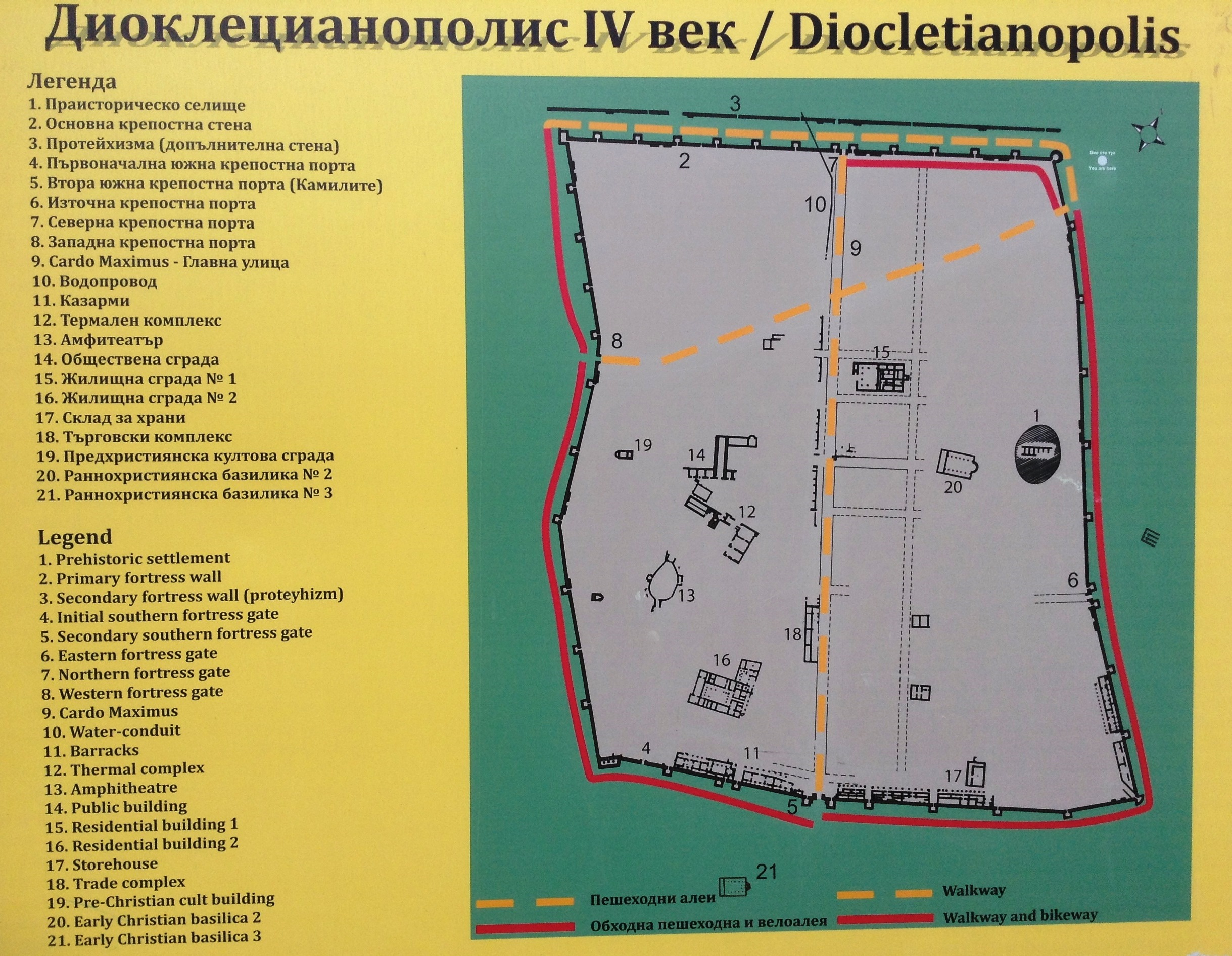
Mappa della città

La città romana era situata su un terrazzo naturale con valli su tre lati e centrata su sorgenti termali calde. Oggi l'interno della città giace per lo più sepolto sotto un parco verde. Gli scavi stanno tuttora portando alla luce ulteriori parti sconosciute e imponenti della città.

## Storia
Le scoperte archeologiche mostrano che il sito era abitato dal 6000 a.C., probabilmente per la presenza di numerose sorgenti termali calde nelle vicinanze. Successivamente vi si sviluppò un insediamento trace e nel V e IV secolo a.C. divenne un importante centro commerciale che commerciava con le città greche dell'Egeo Settentrionale, come testimoniato dalla gamma di monete e ceramiche importate trovate.
Nel I secolo la Tracia fu conquistata dai Romani e l'insediamento alla fine divenne una città romana, inizialmente chiamata Augusta, e una delle tre città più importanti della provincia.
La regione centrata sulla città fu dichiarata dominio imperiale almeno nel 135-136 sotto Adriano, come attestato da un'iscrizione venuta alla luce.
Era una località famosa, come confermato dal fatto che l'imperatore Settimio Severo visitò la città. Nel 293 venne qui anche l'imperatore romano Diocleziano, senza dubbio attratto dalle sorgenti termali, che ne elevò lo status ufficiale a città e la ribattezzò Diocletianopolis. Le mura della città, che si sviluppano su una lunghezza totale di circa 2,3 km, furono costruite all'inizio del IV secolo dopo le invasioni gotiche.
Dopo la caduta del Limes moesicus, la città cadde in declino fino a quando tra la fine del VI e l'inizio del VII secolo fu distrutta durante le invasioni degli Slavi e degli Avari.

## Monumenti
Gli scavi archeologici hanno portato alla luce altri resti e sono visibili molte vestigia romane:
- le mura romane meglio conservate e in assoluto le più alte, non solo in Bulgaria;
- le terme e un ninfeo;
- un anfiteatro;
- le caserme della guarnigione romana;
- la tomba di un ricco romano;
- le fondamenta di alcune delle chiese più antiche della Bulgaria;
- edifici pubblici.

Le mura difensive sono uno dei pochissimi esempi che ancora si ergono a 11 metri, prossime alla loro altezza originale per la maggior parte della cinta muraria. Un ulteriore doppio muro (analogo a quelli realizzati in altre città romane della Tracia) fu costruito al di fuori della zona settentrionale laddove non c'era una valle esterna, per contrastare le crescenti minacce dei Goti.
I bagni termali (thermae) sono ancora alimentati da sorgenti calde e le piscine si mantengono intatte. Questo edificio è ancora in fase di scavo, ma attorno alle sorgenti fu costruito un primo ninfeo, come testimoniano numerosi oggetti votivi rinvenuti, attorno alla metà del II secolo. Alla fine del secolo il ninfeo fu ampliato con tre stanze per creare bagni termali, e nel IV secolo ulteriori importanti ampliamenti a sud e a ovest resero l'edificio imponente. I bagni erano insoliti per gli standard romani dato che tutte le stanze erano riscaldate dall'acqua termale calda canalizzandone il flusso, invece che attraverso i forni.
Anche l'anfiteatro è insolito trovandosi vicino al centro della città e all'interno delle mura cittadine. È anche di forma a pera irregolare.
Cinque necropoli sono state scoperte fuori città e molte tombe sono state scavate. La tomba più grande e ricca, con bellissimi affreschi e mosaici pavimentali, è aperta al pubblico. Fu edificata nella seconda metà del IV secolo ed è stata utilizzata due volte; costruita sotto terra con grandi conci di pietra e muratura con un lungo passaggio in superficie, è ricoperta da un grande tumulo di terra.

## Galleria d'immagini

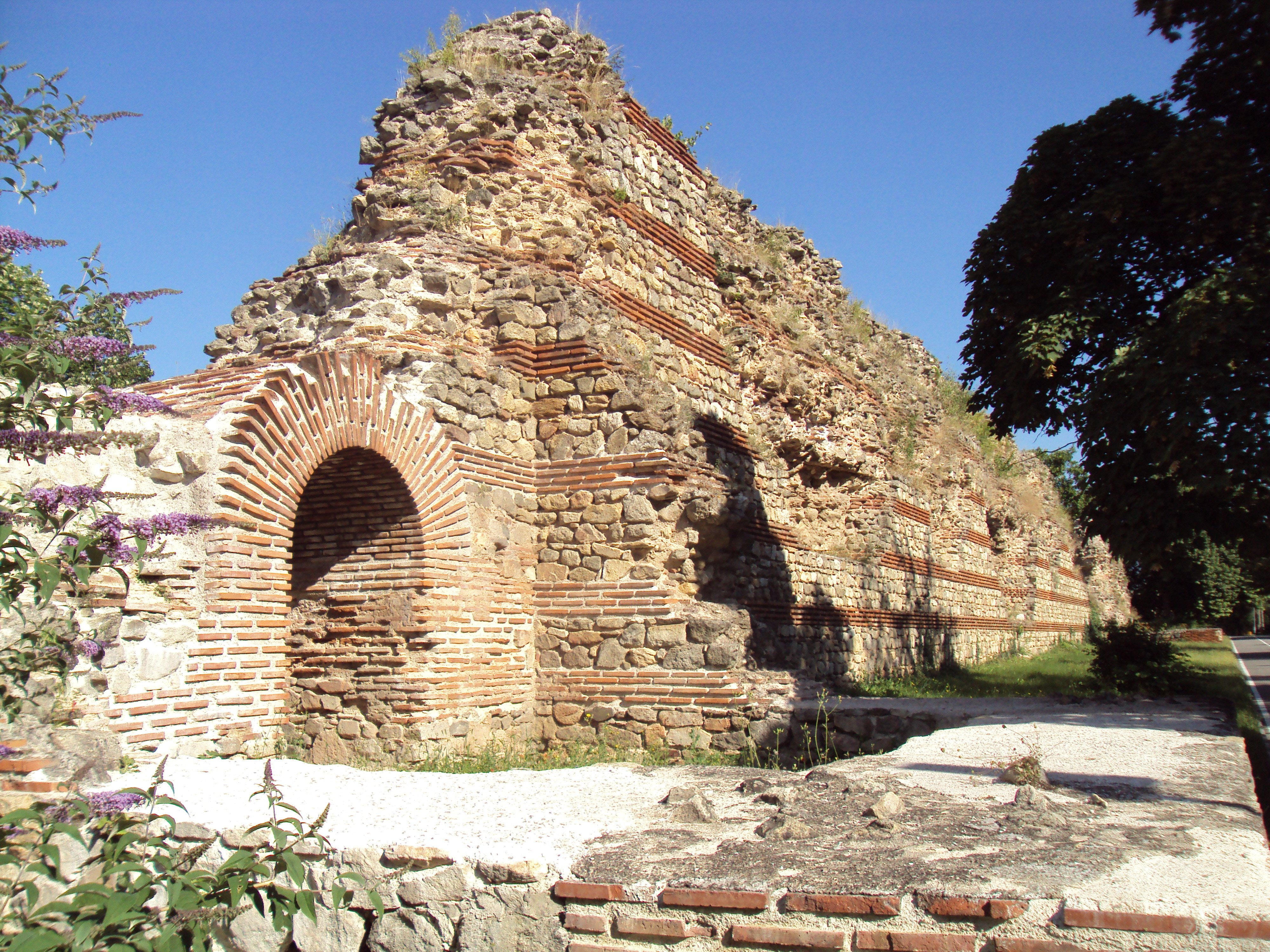
Fortezza di Hisarija
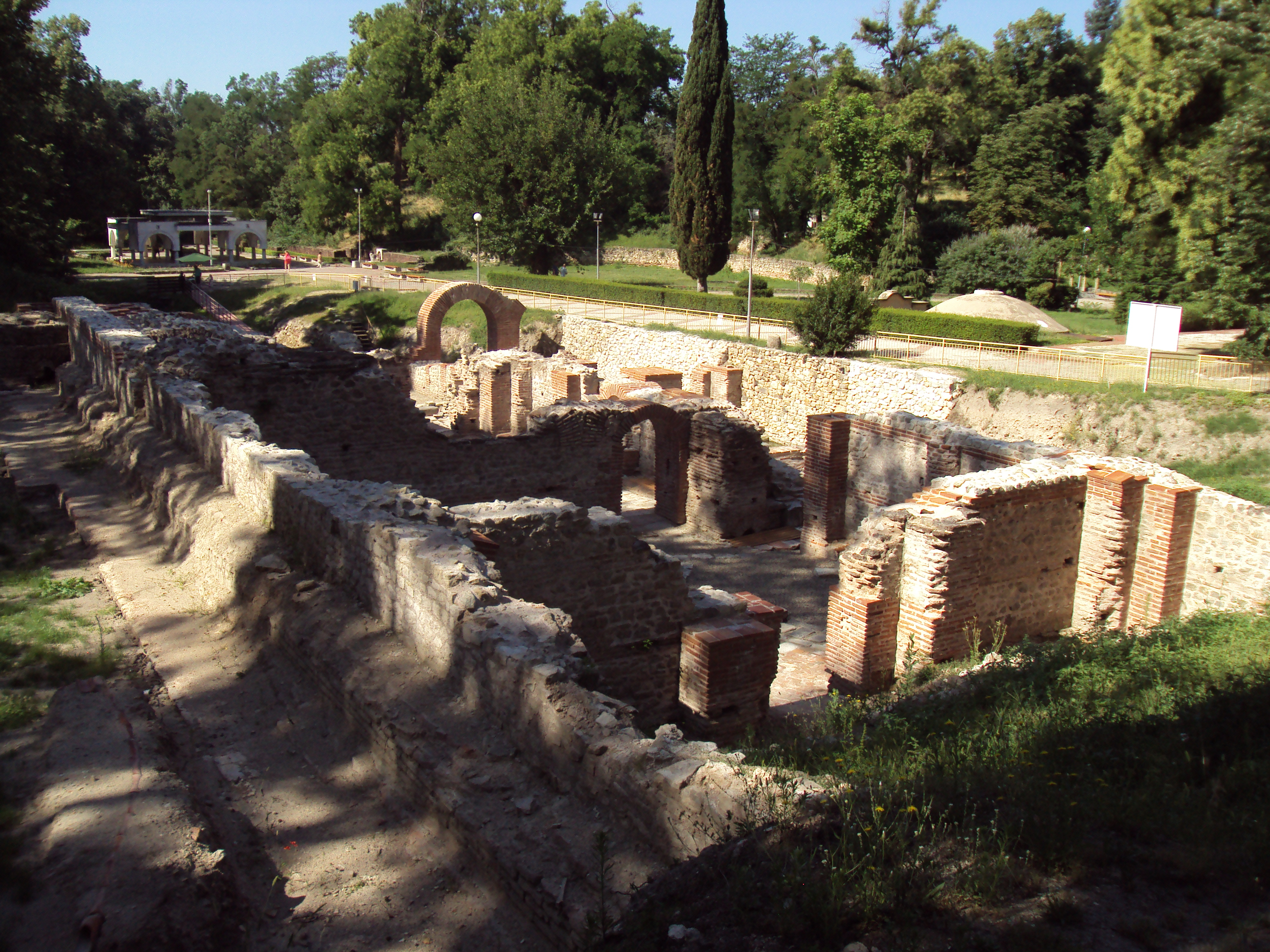
Terme romane
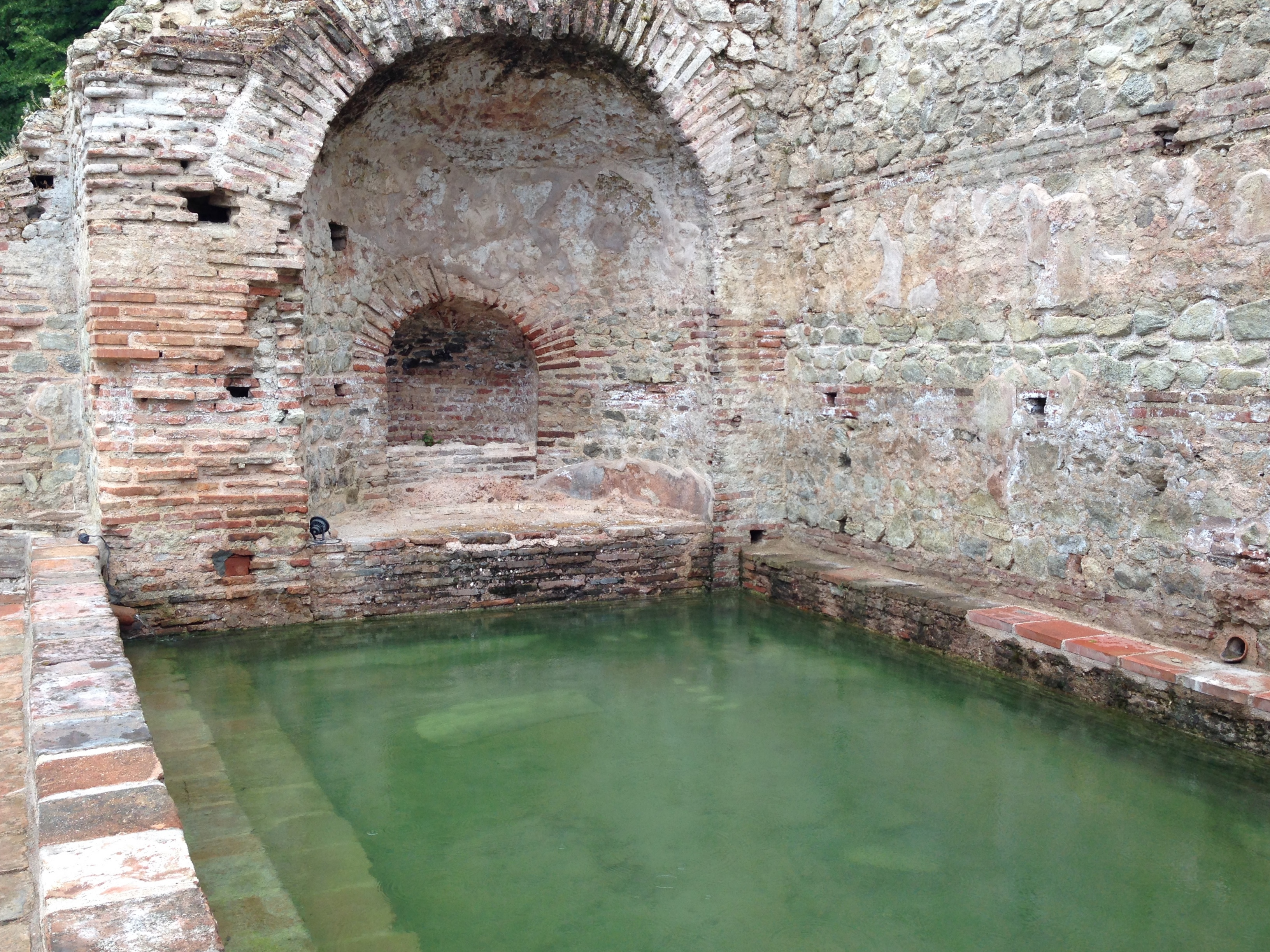
Calidarium
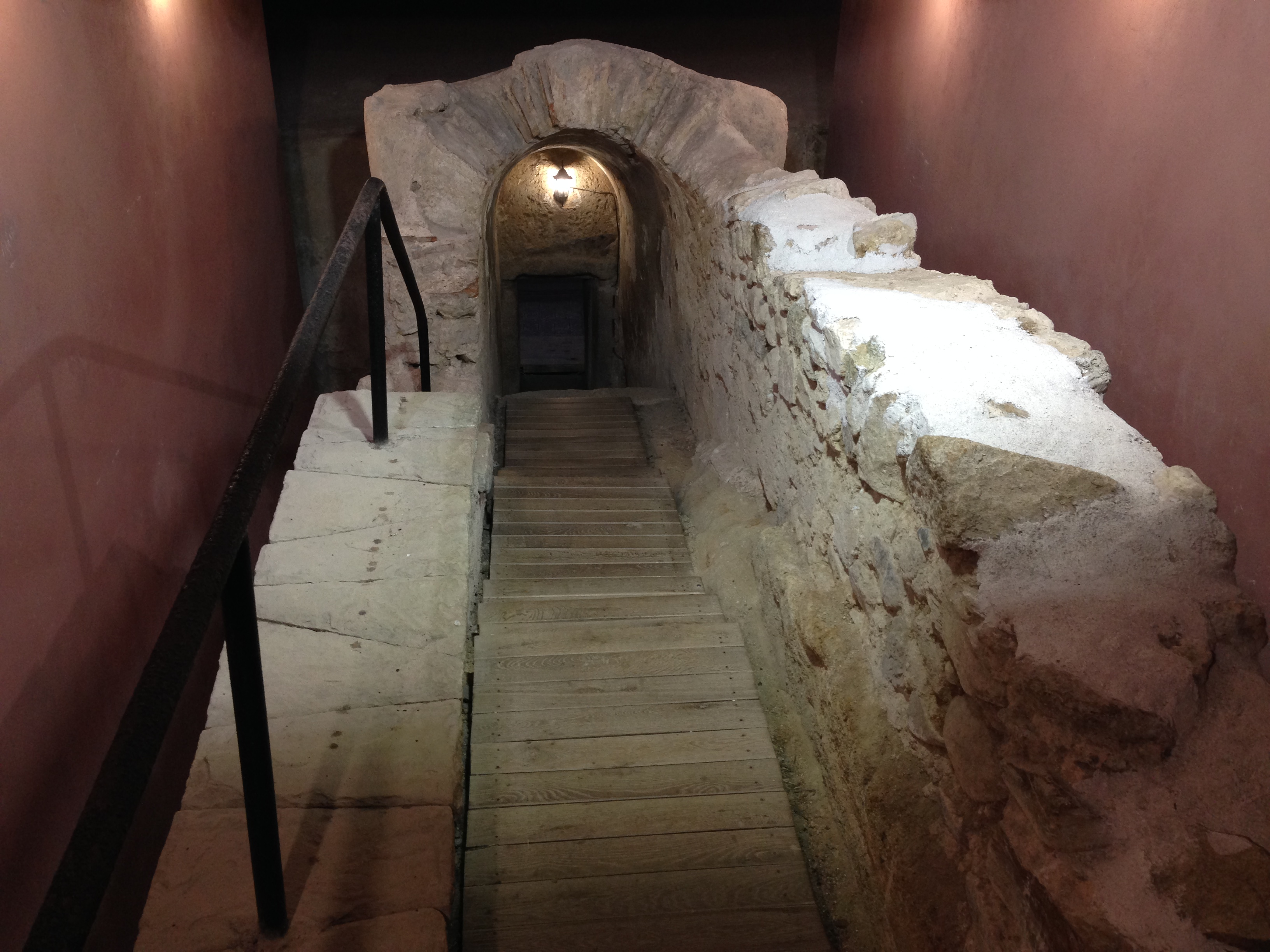
Tomba romana
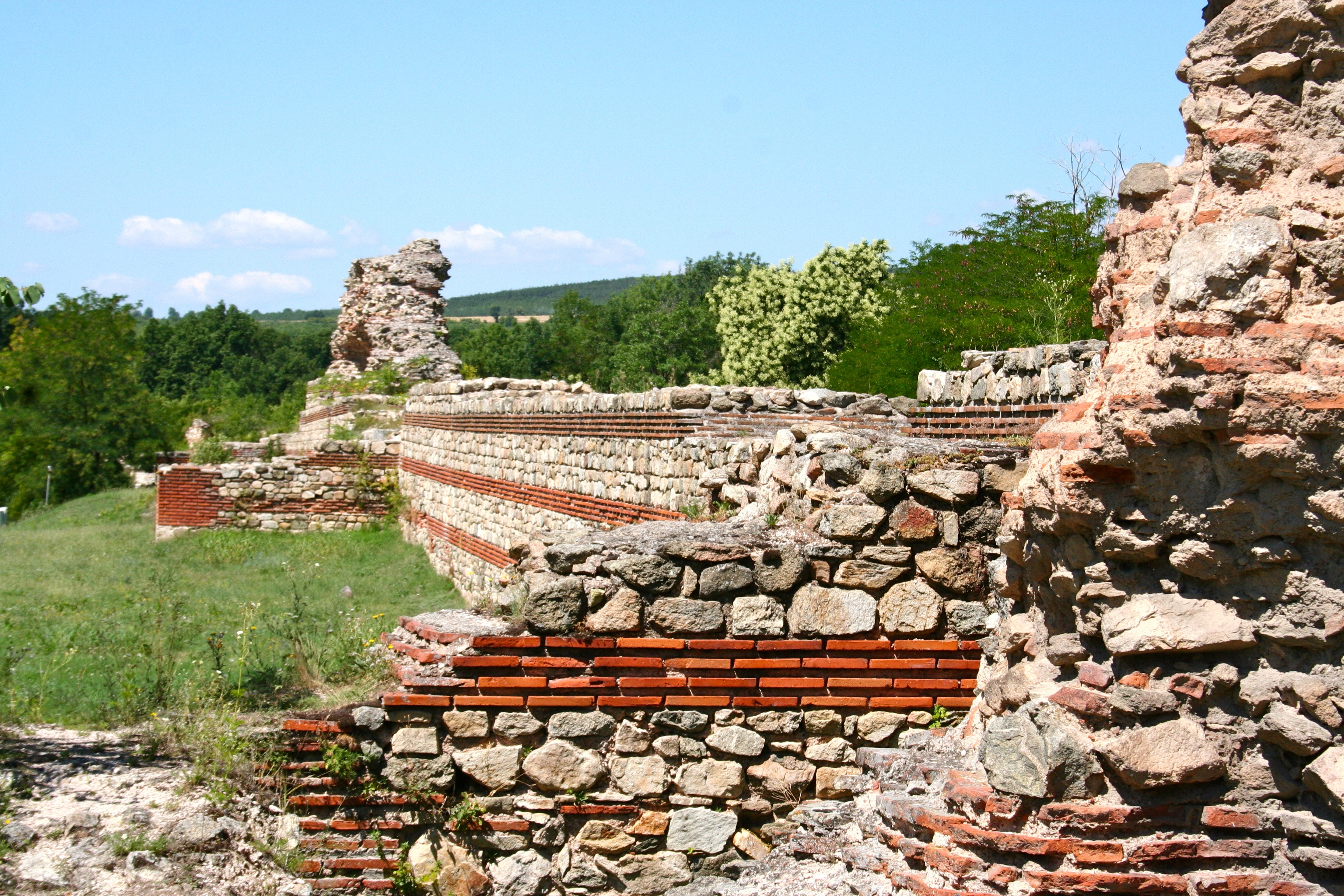
Mura cittadine
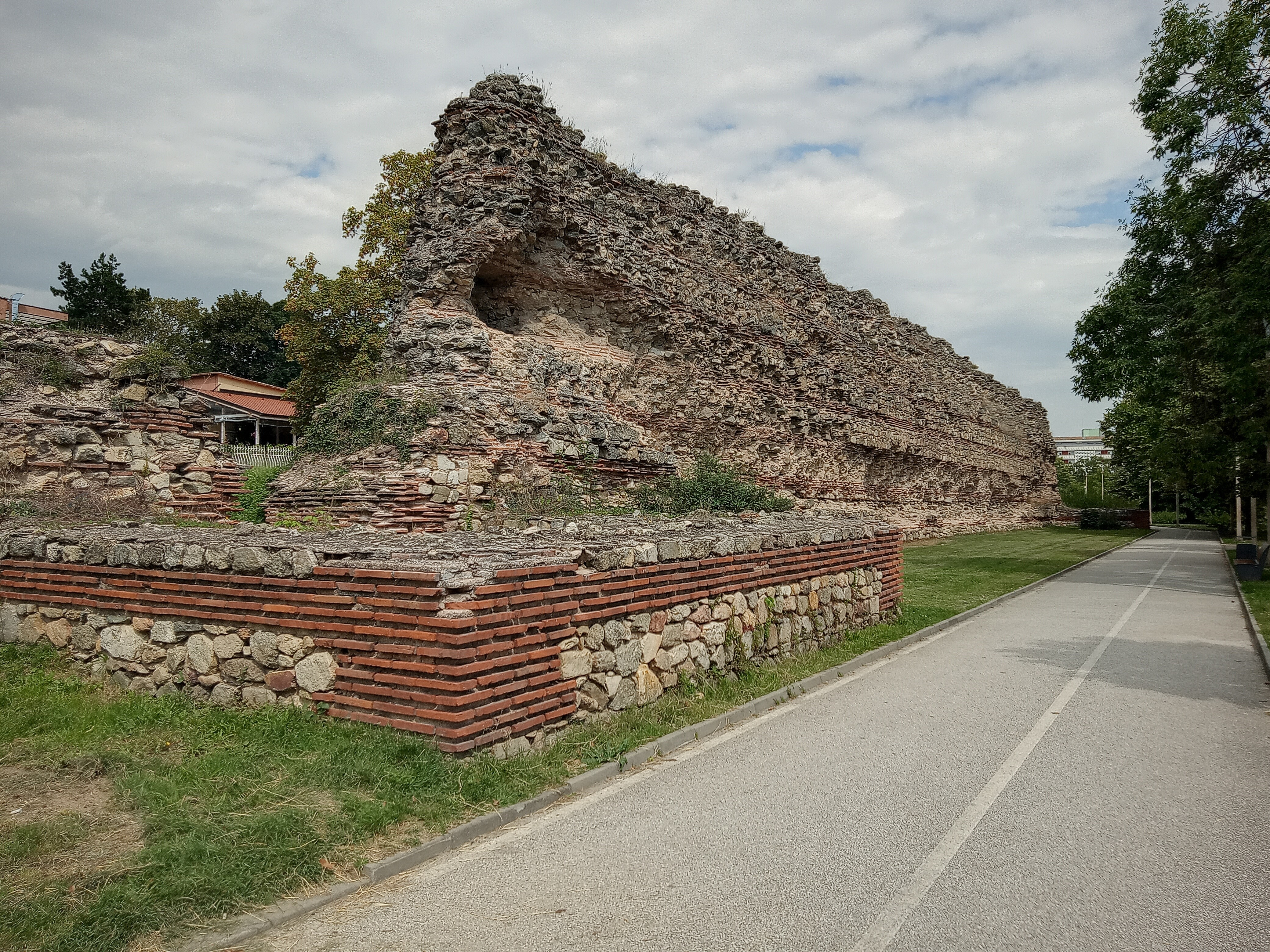
Altre mura cittadine